# Vermivora cyanoptera
Vermivora cyanoptera là một loài chim trong họ Parulidae.